# Eimke
Eimke er en kommune i den vestlige del af Samtgemeinde Suderburg i den sydvestlige del af Landkreis Uelzen i den nordøstlige del af den tyske delstat Niedersachsen, og en del af Metropolregion Hamburg. Kommunen har et areal på godt 82 km², og en befolkning på godt 800 mennesker.

## Geografi
Eimke ligger på Lüneburger Heide. Byen gennemløbes af Ilmenau-bifloden Gerdau, hvis tilløb Häsebach har udspring i Dreilingen.

### Inddeling
Kommunen bestgår ud over byen Eimke af landsbyerne Dreilingen (inkl. bebyggelsen Niebeck), Ellerndorf, og Wichtenbeck. 
Til sognet Eimke hører også landsbyen Brambostel i kommunen Wriedel.